# P. K. Subban
Pernell-Karl "P. K." Sylvester Subban (Toronto, 13 de maio de 1989) é um ex-jogador profissional canadense de hóquei no gelo. Atualmente, ele é comentarista na ESPN.
Entre 2009 e 2022, ele jogou 13 temporadas na National Hockey League (NHL) com o Montreal Canadiens, Nashville Predators e New Jersey Devils. Os Canadiens selecionaram Subban como a 43ª escolha geral do Draft da NHL de 2007. 
Em 2013, ele ganhou o Troféu James Norris Memorial como o melhor defensor da NHL e empatou com Kris Letang como o artilheiro da temporada entre os defensores.
No verão de 2014, ele assinou um contrato de oito anos no valor de US$72 milhões com os Canadiens. Após a temporada de 2015-16, Subban foi trocado para o Nashville Predators, onde passou três temporadas antes de ser trocado para o New Jersey Devils em 2019.

## Carreira

### Junior
Subban passou sua carreira júnior com o Belleville Bulls da Ontario Hockey League (OHL). Na temporada de 2005–06, ele registrou 12 pontos em uma campanha de novato com 52 jogos. Na temporada de 2006–07, ele melhorou para 56 pontos em 68 jogos, sendo posteriormente draftado pelo Montreal Canadiens no Draft da NHL de 2007. Subban então registrou 46 pontos em apenas 58 jogos durante a temporada de 2007–08, antes de adicionar 23 pontos e igualar seu total de gols da temporada regular com oito nos playoffs. Ele ajudou Belleville a chegar às finais da J. Ross Robertson Cup contra o Kitchener Rangers, onde perderam o título em sete jogos. Subban terminou sua carreira júnior de quatro anos com 76 pontos em 56 jogos na temporada regular de 2008–09, com os Bulls avançando para os playoffs da liga, mas posteriormente perdendo nas semifinais da OHL.

### Profissional

#### Montreal Canadiens (2009–2016)

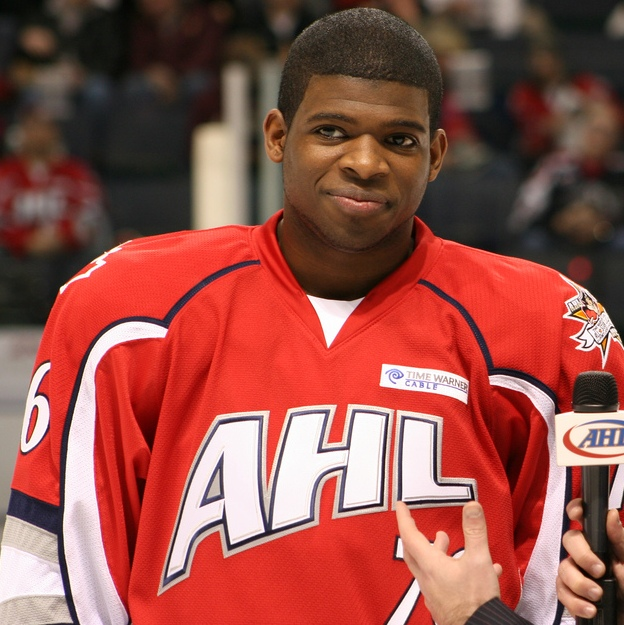
Subban durante o All-Star Game da AHL de 2010. Ele começou a temporada de 2009–10 com o Hamilton Bulldogs.

Em maio de 2009, duas semanas após seu último jogo júnior, Subban assinou um contrato de nível inicial de três anos com o Montreal Canadiens. Ele começou a temporada de 2009–10 com o Hamilton Bulldogs, afiliado do Montreal na American Hockey League (AHL). Mais tarde na temporada, ele foi selecionado para jogar no All-Star Game da AHL de 2010 em Portland. Pouco depois, ele recebeu sua primeira convocação para os Canadiens em 11 de fevereiro de 2010. No dia seguinte, Subban registrou seu primeiro ponto na NHL, uma assistência, em sua estreia contra o Philadelphia Flyers em 12 de fevereiro.
Em 26 de abril de 2010, Subban foi chamado de volta do Hamilton durante a série de playoffs da primeira rodada da Stanley Cup contra o Washington Capitals. Ele registrou seu primeiro ponto nos playoffs da NHL, uma assistência, em seu primeiro jogo de playoffs, em 26 de abril. Seu primeiro gol veio no Jogo 1 da segunda rodada contra o Pittsburgh Penguins em 30 de abril. No Jogo 3 contra o Philadelphia Flyers nas finais da Conferência Leste de 2010, Subban se tornou o terceiro defensor novato na história dos Canadiens a registrar três assistências em um jogo. No total, Subban registrou um gol e sete assistências para oito pontos em 14 jogos de playoffs pelos Canadiens, que acabaram sendo derrotados por Philadelphia em uma varrida de quatro jogos.
Após a eliminação dos Canadiens, Subban retornou aos Bulldogs, que ainda estavam na disputa dos playoffs. No final da temporada da AHL, Subban recebeu o Prêmio do Presidente da AHL em reconhecimento às suas realizações no ano.
Em 20 de março de 2011, Subban se tornou o primeiro defensor novato dos Canadiens a marcar um hat-trick em um jogo, que ocorreu em uma vitória de 8–1 sobre o Minnesota Wild.

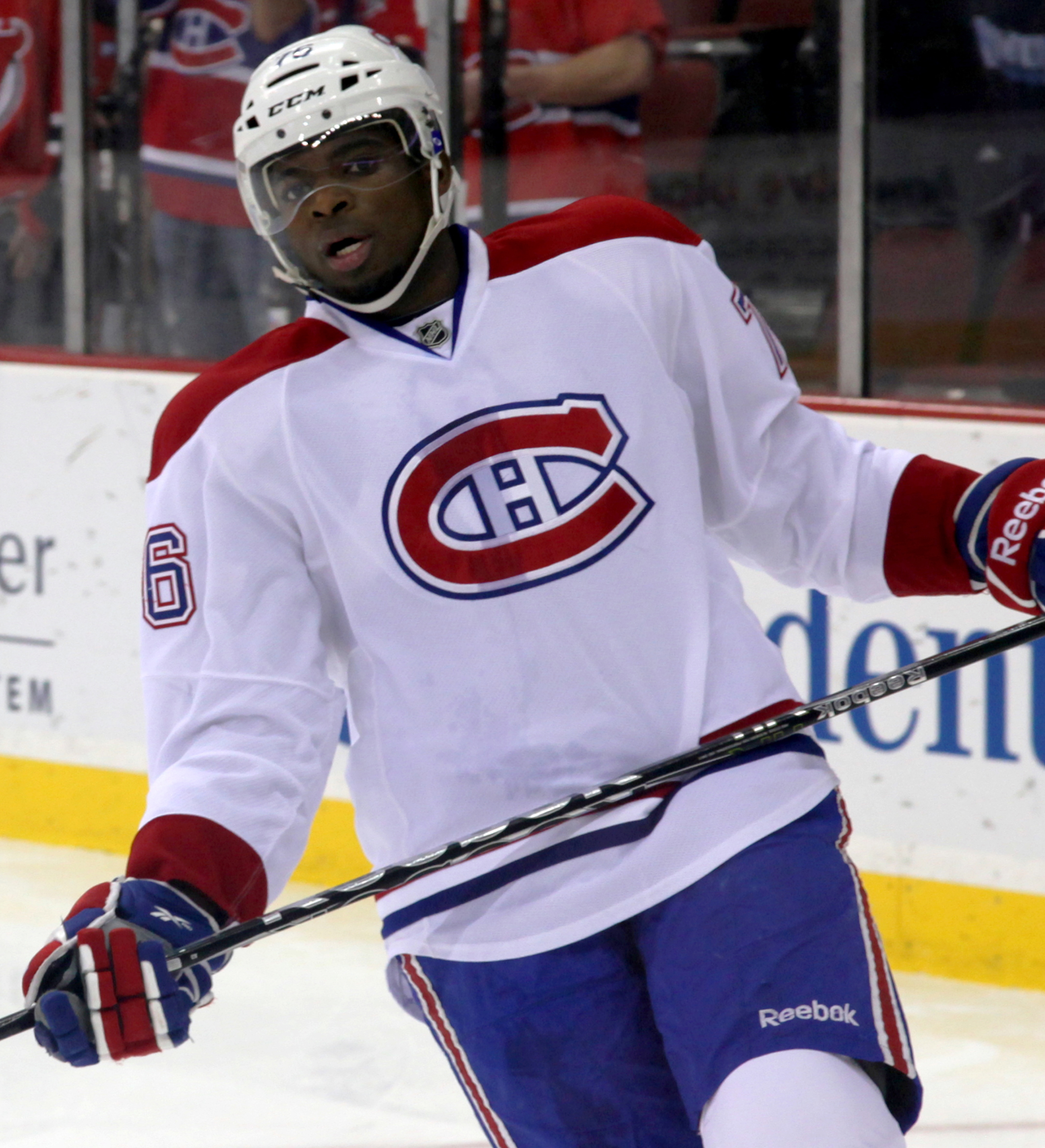
Subban com o Montreal Canadiens em fevereiro de 2012.

Jogando em 81 jogos na temporada de 2011–12, Subban registrou sete gols e 29 assistências, totalizando 36 pontos.
Como agente livre restrito após a temporada, Subban ficou fora dos primeiros quatro jogos da temporada de 2012–13, que foi adiada até janeiro de 2013 devido a um lockout trabalhista, enquanto as duas partes negociavam um contrato. No entanto, em 28 de janeiro de 2013, Subban finalmente assinou um contrato de dois anos no valor de US$5,75 milhões. Ele marcou 11 gols e 27 assistências, igualando seu recorde de carreira com 38 pontos, apesar de ter jogado apenas 42 jogos devido ao lockout. No final da temporada, ele recebeu o Troféu Memorial James Norris como o defensor do ano da NHL, superando Kris Letang e Ryan Suter. Em 3 de julho de 2013, Subban foi nomeado para a Primeira-Equipe All-Star da NHL.
Subban então jogou todos os 82 jogos durante a temporada de 2013–14, na qual registrou um total de 53 pontos, dos quais dez foram gols. Durante os playoffs, ele foi um dos ativos mais importantes de Montreal, registrando 14 pontos em 17 jogos enquanto os Canadiens chegaram às finais da Conferência Leste, perdendo em seis jogos para o New York Rangers.
Subban tornou-se um agente livre restrito no final da temporada de 2013–14. De acordo com o Acordo Coletivo de Trabalho (CBA) da NHL, Subban ganhou o direito à arbitragem salarial, tendo assinado seu primeiro Contrato Padrão de Jogador entre as idades de 18 e 20 anos e acumulado quatro anos ou mais de experiência profissional. Ele posteriormente entrou com pedido de arbitragem antes do prazo de 5 de julho. A audiência ocorreu em 1º de agosto de 2014, com o grupo de Subban pedindo um contrato de um ano no valor de US$8,5 milhões, enquanto os Canadiens ofereceram um contrato de um ano no valor de US$5,5 milhões.
Sob as regras do CBA da NHL, as partes poderiam continuar a negociar e chegar a um acordo até que o juiz anunciasse sua decisão, dada nas 48 horas seguintes à audiência. No dia seguinte à audiência, em 2 de agosto, foi anunciado que Subban e os Canadiens haviam chegado a um acordo sobre um contrato de oito anos no valor de US$72 milhões, válido até a temporada de 2021–22. O contrato fez dele o defensor mais bem pago da NHL e o terceiro jogador mais bem pago da liga na época. Incluía uma cláusula de não troca que entraria em vigor em 1º de julho de 2016.
Em 15 de setembro de 2014, Subban foi nomeado capitão alternativo dos Canadiens junto com outro três jogadores, já que o técnico do Montreal, Michel Therrien, optou por não nomear um capitão após a saída de Brian Gionta para o Buffalo Sabres na pré-temporada de 2014.

#### Nashville Predators (2016–2019)
Em 29 de junho de 2016, em uma troca de grande impacto, Subban foi trocado para o Nashville Predators em troca do defensor Shea Weber. Em sua primeira temporada com o clube, Subban registrou 10 gols, 30 assistências e 40 pontos em 66 jogos. Os Predators se classificaram para os playoffs de 2017 na última vaga do wild card na Conferência Oeste. A equipe avançou para as finais da Stanley Cup de 2017 contra o Pittsburgh Penguins, mas foi derrotada em seis jogos. Subban terminou a pós-temporada com 12 pontos em todos os 22 jogos disputados.
Em 2 de maio de 2018, Subban foi nomeado um dos três finalistas para o Troféu Memorial King Clancy, que premia o jogador que melhor exemplifica qualidades de liderança e contribui para sua comunidade. O prêmio acabou sendo concedido a Daniel e Henrik Sedin.
New Jersey Devils (2019–2022)
Em 22 de junho de 2019, no segundo dia do Draft da NHL de 2019, Subban foi trocado para o New Jersey Devils. Ele enfrentou um de seus antigos clubes, o Montreal Canadiens, pela primeira vez em 16 de novembro, em uma vitória por 4–3. Subban enfrentou outro de seus antigos clubes, o Nashville Predators, em 7 de dezembro, em uma vitória por 6–4. Nesse jogo, Subban recebeu um vídeo de tributo e uma ovação de pé dos fãs dos Predators.
A temporada de estreia de Subban em New Jersey foi estatisticamente a pior de sua carreira, registrando apenas 18 pontos em 68 jogos. No final da temporada, ele foi indicado para o Troféu Memorial King Clancy. Mais tarde, ele seria finalista e venceria o mesmo prêmio em 2022, em reconhecimento ao seu compromisso com "justiça racial e social, jovens carentes, alívio da COVID-19 e hóquei juvenil."
Em 20 de setembro de 2022, Subban anunciou sua aposentadoria do hóquei profissional.

## Carreira na seleção

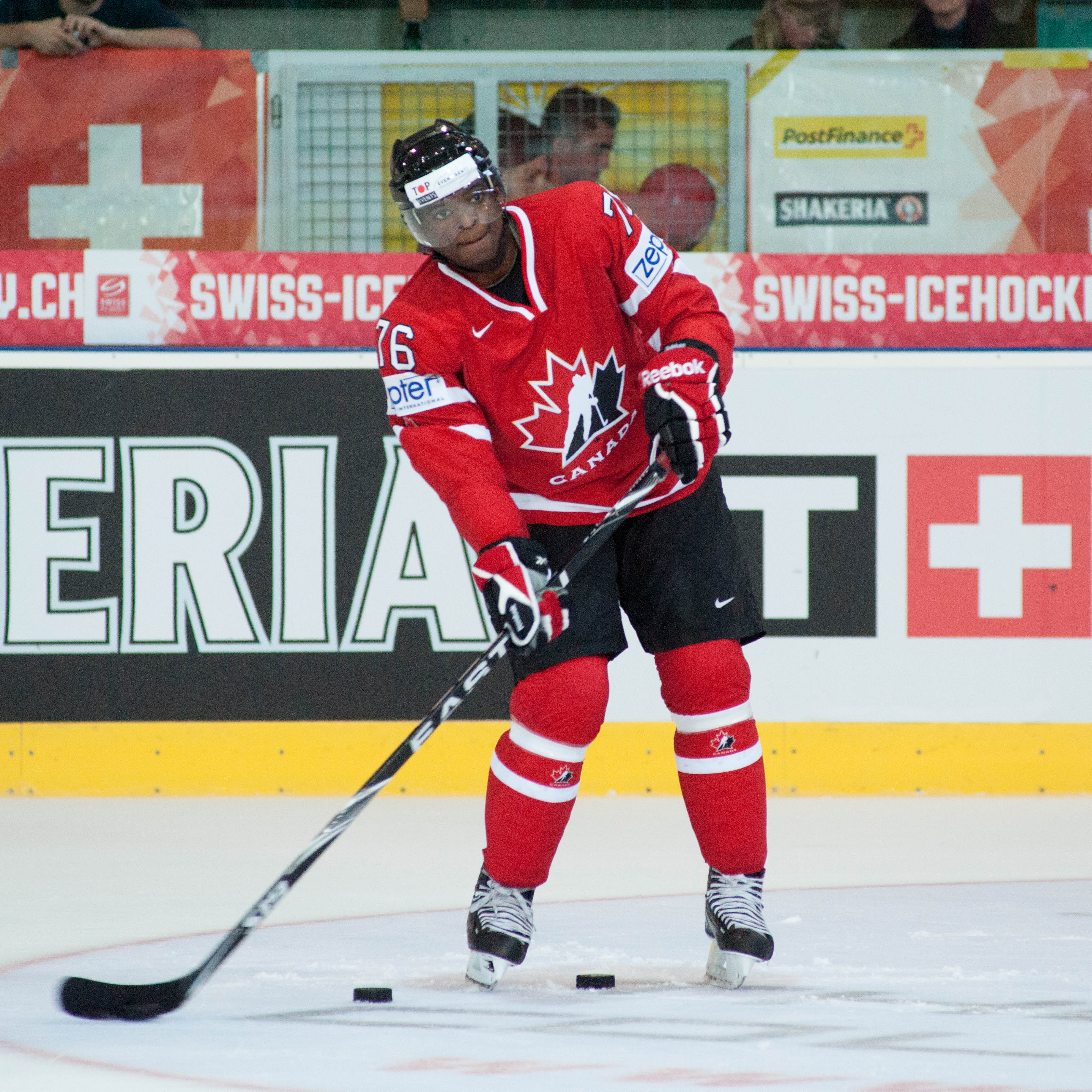
Subban jogando pelo Canadá durante um amistoso contra Suiça em 2012

Subban foi selecionado para jogar pelo Canadá no Campeonato Mundial de Hóquei no Gelo Sub-20 de 2008 na República Tcheca. Ele teve tempo de gelo limitado como o sétimo defensor, mas conseguiu ajudar a equipe a conquistar sua quarta medalha de ouro consecutiva no torneio, derrotando a Suécia na prorrogação na final. Subban representou novamente o Canadá no Mundial Sub-20 de 2009 em Ottawa, assumindo um papel mais central na equipe. Ele marcou três gols e nove pontos e ajudou o Canadá a conquistar sua quinta medalha de ouro consecutiva, mais uma vez derrotando a Suécia na final. Subban foi nomeado para a equipe do torneio, junto com Cody Hodgson e o MVP do torneio, John Tavares.
Subban foi convidado a participar do Campeonato Mundial de 2012, mas se lesionou durante os jogos preparatórios. Na temporada seguinte, Subban foi uma adição tardia à equipe canadense na edição de 2013 do torneio; ele se juntou a eles na fase de eliminação por um jogo, que o Canadá perdeu. Em 7 de janeiro de 2014, Subban foi nomeado para a equipe olímpica do Canadá para os Jogos Olímpicos de Inverno de 2014, em Sochi, em defesa da medalha de ouro conquistada em 2010. Eles ganharam o ouro, vencendo a Suécia por 3–0 na final do torneio.

## Vida pessoal
Os pais de Subban imigraram para Ontário vindo do Caribe na década de 1970. Seu pai, Karl, mudou-se da Jamaica para Sudbury, e sua mãe, Maria, veio de Monserrate para Hamilton. Karl é um diretor de escola aposentado. Subban nasceu em Toronto e tem quatro irmãos: Nastassia, Natasha, Jordan e Malcolm. Malcolm é goleiro e foi selecionado pelo Boston Bruins na primeira rodada do Draft da NHL de 2012. Durante a temporada inaugural do Vegas Golden Knights, Malcolm e P.K. se enfrentaram pela primeira vez em um jogo de 8 de dezembro de 2017 na casa de Subban mais velho (Bridgestone Arena de Nashville). Malcolm, sendo titular devido à lesão de Marc-André Fleury, conquistou a vitória. Jordan foi selecionado pelo Vancouver Canucks na quarta rodada do Draft da NHL de 2013.
Embora tenha sido criado em Toronto, Subban não cresceu como fã do time local, o Toronto Maple Leafs. Ele revelou no talk show de Montreal, Tout le monde en parle, que sempre quis jogar pelo Montreal Canadiens desde criança. Ele também disse que a lenda dos Canadiens, Jean Béliveau, foi um de seus maiores ídolos enquanto crescia como jogador de hóquei.
Durante os Prêmios NHL de 2018, Subban foi revelado como o atleta da capa do jogo de videogame, NHL 19.
Em junho de 2018, Subban começou um relacionamento com a esquiadora americana Lindsey Vonn. Em 23 de agosto de 2019, eles anunciaram seu noivado, e no dia de Natal de 2019, Vonn pediu Subban em casamento. Em 29 de dezembro de 2020, ambos anunciaram sua separação no Instagram. Vonn anunciou que os dois se separaram e permaneceram amigos.
Em 21 de outubro de 2020, Subban e Vonn foram anunciados como membros do grupo de proprietários do Angel City FC, um time com sede em Los Angeles que começou a jogar na National Women's Soccer League em 2022.
Em novembro de 2022, a ESPN anunciou que Subban havia assinado um contrato de três anos para se tornar um analista em estúdio em tempo integral.

### Endossos

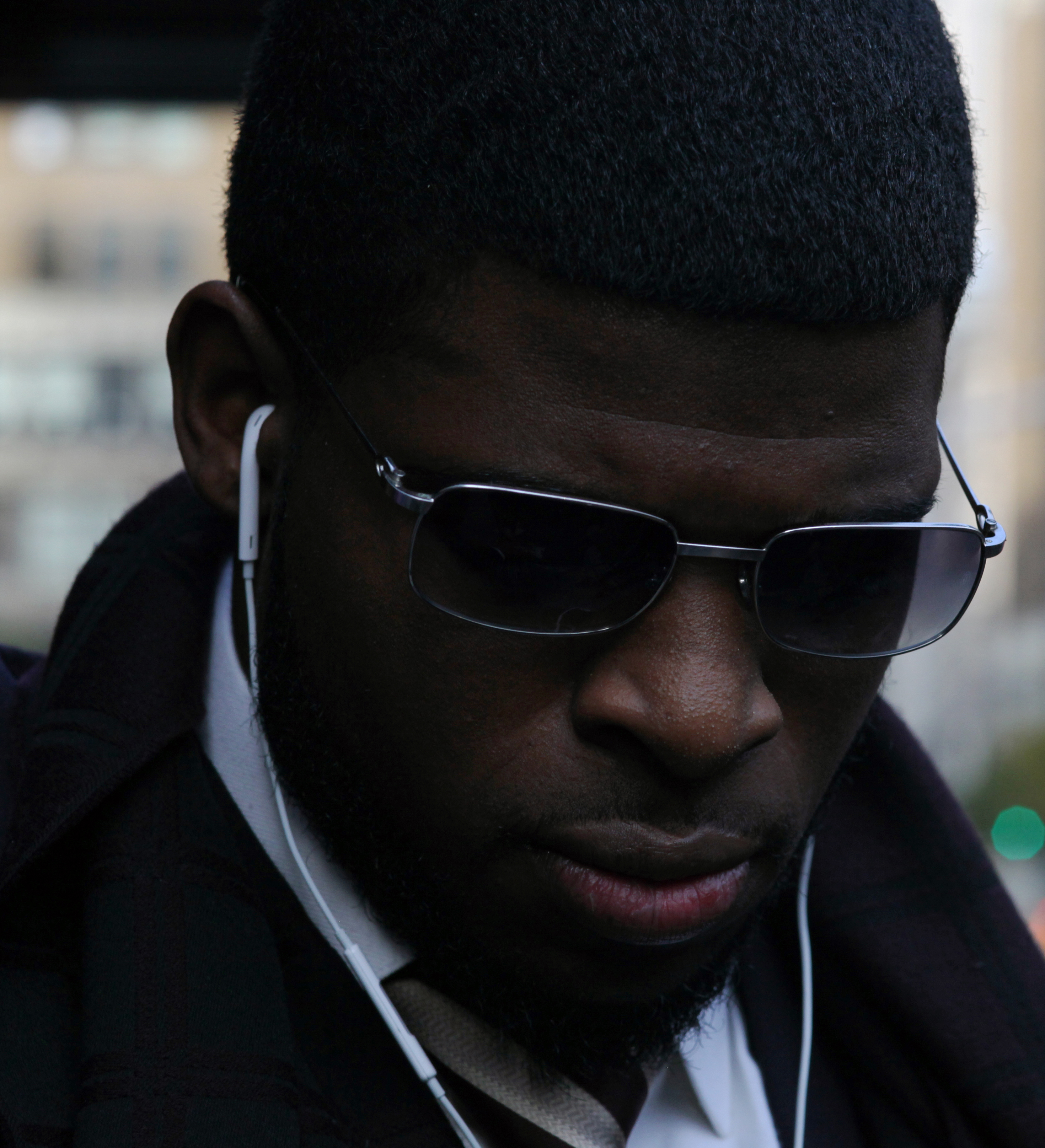
Subban dando autógrafos em 2013

Além do acordo com a RW&CO., a empresa de marketing de Subban, P.K.S.S., conquistou várias parcerias comerciais para ele, incluindo Adidas, Bridgestone, Gatorade e Air Canada.

### Personalidade e Estilo
Subban é conhecido por seu estilo de jogo emocionante e agressivo, além de ter uma personalidade colorida que foi criticada por alguns como ousada e egocêntrica. Em uma entrevista com a ESPN, ele abordou essas críticas:
Muitas coisas são ditas sobre mim. E talvez se eu não tivesse começado minha carreira em Montreal, muitas dessas coisas não teriam ganhado tanta atenção. Mas quando você está em Montreal, tudo acaba sendo amplificado e tudo vira notícia, o que está tudo bem. Nada disso realmente me incomodou. Não sou tão egocêntrico a ponto de achar que todo mundo no planeta vai me amar ou gostar de tudo sobre mim. Não vão amar o jeito como eu jogo ou achar que sou o cara mais bonito do mundo. Isso simplesmente não vai acontecer. Você vai ter pessoas que discordam. Elas podem não achar que o meu jeito de jogar o jogo é o certo. Ou podem não achar que tudo o que eu faço é verdadeiramente autêntico e real, mas é assim que a vida é. O que você vai fazer? Tudo o que você pode fazer é continuar a trabalhar em si mesmo todos os dias, como jogador e como pessoa, e é isso. Tento melhorar a cada dia e continuar a fazer coisas boas, não apenas para mim, mas para as pessoas ao meu redor, e criar uma boa energia onde quer que eu vá, porque é assim que eu acredito que se deve viver.
Fora do gelo, Subban é conhecido por seu estilo de moda distinto e elegante. Ele frequentemente é visto em ternos de designer e acessórios únicos. Esse apreço pelo estilo o levou a ser o porta-voz de uma linha de ternos da RW&CO. Subban foi classificado entre os 50 atletas mais bem vestidos pela Sports Illustrated e fez parte da capa alternativa da revista em julho de 2018. Em maio de 2019, ele apresentou seu chapelier Gunner Foxx e o alfaiate e sapateiro sob medida Sartorialto na Revista GQ.

### Filantropia
Em 16 de setembro de 2015, Subban anunciou seu compromisso de arrecadar US$10 milhões para o Hospital Infantil de Montreal até 2022. O hospital chamou isso de "o maior compromisso filantrópico de um atleta na história canadense". Após sua doação, Subban continuou seu compromisso como porta-voz e organizou o evento "Winter Wonderland" com a Air Canada no hospital antes das festas de fim de ano. Em 2017, ele recebeu a Cruz de Serviço Meritório em reconhecimento ao fato de que seu "generoso presente é um exemplo de como atletas profissionais podem mudar vidas positivamente em suas comunidades". Ele também foi adicionado ao painel de juízes do Google.org no Canadá, para ajudar a escolher quais organizações deveriam receber dinheiro para ajudar o Canadá.
Após sua troca para Nashville, Subban continuou sua filantropia com a iniciativa "P.K.'s Blue Line Buddies", que se concentrou em construir melhores relações entre a polícia e os jovens de áreas urbanas, proporcionando a um policial, um jovem e seus acompanhantes ingressos para um jogo dos Predators, com vantagens como autógrafos e jantar na Bridgestone Arena. Após ser trocado para o New Jersey Devils, Subban continuou sua iniciativa Blue Line Buddies em Nova Jersey, garantindo que seu programa alcançasse outras localidades além de Nashville.
Em junho de 2020, Subban doou US$50.000 para o esforço de arrecadação de fundos no GoFundMe para Gianna Floyd, filha do falecido George Floyd.

## Estatísticas da carreira
| 2009–10 | Hamilton Bulldogs   | AHL    | 77  | 18  | 35  | 53  | 82  | 7  | 3  | 7  | 10 | 6   |
| 2009–10 | Montreal Canadiens  | NHL    | 2   | 0   | 2   | 2   | 2   | 14 | 1  | 7  | 8  | 6   |
| 2010–11 | Montreal Canadiens  | NHL    | 77  | 14  | 24  | 38  | 124 | 7  | 2  | 2  | 4  | 2   |
| 2011–12 | Montreal Canadiens  | NHL    | 81  | 7   | 29  | 36  | 119 | —  | —  | —  | —  | —   |
| 2012–13 | Montreal Canadiens  | NHL    | 42  | 11  | 27  | 38  | 57  | 5  | 2  | 2  | 4  | 31  |
| 2013–14 | Montreal Canadiens  | NHL    | 82  | 10  | 43  | 53  | 81  | 17 | 5  | 9  | 14 | 24  |
| 2014–15 | Montreal Canadiens  | NHL    | 82  | 15  | 45  | 60  | 74  | 12 | 1  | 7  | 8  | 31  |
| 2015–16 | Montreal Canadiens  | NHL    | 68  | 6   | 45  | 51  | 75  | —  | —  | —  | —  | —   |
| 2016–17 | Nashville Predators | NHL    | 66  | 10  | 30  | 40  | 44  | 22 | 2  | 10 | 12 | 29  |
| 2017–18 | Nashville Predators | NHL    | 82  | 16  | 43  | 59  | 82  | 13 | 4  | 5  | 9  | 10  |
| 2018–19 | Nashville Predators | NHL    | 63  | 9   | 22  | 31  | 60  | 6  | 1  | 2  | 3  | 0   |
| 2019–20 | New Jersey Devils   | NHL    | 68  | 7   | 11  | 18  | 79  | —  | —  | —  | —  | —   |
| 2020–21 | New Jersey Devils   | NHL    | 44  | 5   | 14  | 19  | 26  | —  | —  | —  | —  | —   |
| 2021–22 | New Jersey Devils   | NHL    | 77  | 5   | 17  | 22  | 82  | —  | —  | —  | —  | —   |
| Totais  | Totais              | Totais | 834 | 115 | 352 | 467 | 905 | 96 | 18 | 44 | 62 | 133 |

## Prêmios
- Time de Novatos da NHL: 2011
- Troféu James Norris Memorial: 2013
- Primeira-Equipe da NHL: 2013 e 2015
- Segunda-Equipe da NHL: 2018
- All-Star Game da NHL: 2016, 2017, 2018